# De fem i fedtefadet
De fem i fedtefadet er en dansk/tysk film fra 1970. Den handler om at femkløveret tager på lejrene, men hvem er den mærkelige dreng? Og hvorfor bliver Dick kidnappet?
- Manuskript og instruktion Trine Hedman efter en roman af Enid Blyton.

Blandt de medvirkende kan nævnes:
- Ove Sprogøe
- Astrid Villaume
- Lily Broberg
- Marie Brink